# Clarksburg, West Virginia
Clarksburg, West Virginia là một thành phố thuộc tiểu bang West Virginia, Hoa Kỳ. Thành phố có diện tích km2, dân số là người.
Clarksburg nằm ở 39 ° 16'53 "N 80 ° 21'05" W dọc theo Sông West Fork và rạch Elk.
Theo Cục Thống Kê Dân số Hoa Kỳ, thành phố có tổng diện tích là 9,74 dặm vuông (25,23 km2), tất cả của nó đất.
Clarksburg nằm ở vùng Tây Bắc của Tây Virginia. Nó nằm trong vùng sinh thái của cao nguyên Tây Allegheny.
Clarksburg nằm ở ngã ba của Mỹ 50 và US 19, hai dặm về phía tây tiếp giáp của Mỹ 50 với Interstate 79. Thành phố này nằm ở độ cao 1.007 chân ở ngã ba của Elk Creek và sông Tây Fork của sông Monongahela. 